# Genevieve Hamper
Genevieve Hamper (Detroit, 8 settembre 1888 – New York, 13 febbraio 1971) è stata un'attrice statunitense.

## Biografia
Attrice di teatro, Genevieve Hamper nella sua carriera girò anche alcuni film, tutti a fianco del marito, il famoso attore shakespeariano Robert B. Mantell (1854-1928). L'attore scozzese aveva debuttato al cinema all'età di 61 anni. Tra la Hamper e il marito c'erano 35 anni di differenza: fu l'ultimo matrimonio per Mantell che si era sposato svariate volte. Dal loro matrimonio, nacque un figlio, Bruce Mantell Jr. (1912–1933).
Dopo la morte di Mantell, Genevieve Hampor si sposò nuovamente con un collega, l'attore John Alexander.
Hamper morì a New York il 13 febbraio 1971 a 83 anni. Venne sepolta al Kensico Cemetery di Valhalla nella contea di Westchester, nello stato di New York.

## Filmografia
- Blindness of Devotion, regia di J. Gordon Edwards (1915)
- The Unfaithful Wife, regia di J. Gordon Edwards (1916)
- The Green-Eyed Monster, regia di J. Gordon Edwards (1916)
- A Wife's Sacrifice, regia di J. Gordon Edwards (1916)
- The Spider and the Fly, regia di J. Gordon Edwards  (1916)
- Tangled Lives, regia di J. Gordon Edwards  (1917)
- Under the Red Robe, regia di Alan Crosland  (1923)